# Anna Marek
Anna Marek (eller Anuschka Marek) (född 30 april 1974) är en före detta polsk porrskådespelerska. Hon gjorde sina mesta framträdanden i den tyska porrindustrin under några månader 1992 till 1993 och hon drog sig slutligen tillbaka 1997.
Marek var en av de första som fick sitt genomslag via Internet, en serie av inskannade bilder på henne lades upp så tidigt som 1992.